# Breguet Br.730
Бреге Br.730 (фр. Breguet Br.730) — французский гидросамолёт 1930-х годов. Выпускался в 1939—1949 годах.

## История[1]
В мае 1935 года французский военно-морской флот (Marine Nationale) выпустил задание на разработку нового гидросамолёта дальнего радиуса действия для замены устаревшего Вr.521 Bizerte. Кроме Breguet (Br.710) в конкурсе принимали участие проекты Latécoère (Latécoère 611), Lioré et Olivier (LeO H-440) и Potez-CAMS (Potez-CAMS 141). Breguet в рамках задания разработал большой четырёхмоторный самолёт Breguet 710, который представлял собой большой моноплан — летающую лодку с крылом типа «чайка». Но ВМФ Франции в декабре 1935 г. внёс изменения в первоначальное задание, что вынудило произвести значительную переработку исходного проекта. Конструкцию самолёта упростили, от конфигурации «чайка» отказались, взлётный вес подняли до 25 т. Переработанный самолёт получил индекс Br.730.
На лётные испытания новая машина была выведена в 1938 году. Первый полёт Br.730 совершил 4 марта 1938 года.

## Конструкция
В октябре 1936 года начали постройку опытного самолёта. Самолёт строился по схеме двухреданной летающей лодки с высокорасположенным крылом. Для обеспечения устойчивости на воде Br.730 оснащался двумя дополнительными поплавками, установленными ближе к законцовкам консолей. Силовая установка состояла из четырёх радиальных двигателей Gnome-Rhone GR 14N-2\3. Моторы варианта N-2 вращали винты в правую сторону, а N-3 — в левую. Такой прием применяется в авиастроении для компенсации реактивного момента винтов (другими словами — чтобы самолёт не сносило в сторону). Крыло с коробчатым лонжероном вмещало 18450 л топлива и туннель в передней кромке, по которому бортмеханик мог подобраться к любому двигателю в полёте, было подготовлено в Виллакублэ.
Фюзеляж и большую часть оборудования смонтировали на заводе в Ле Гавре (au Havre). Вооружать Br.730 собрались со всей серьёзностью. На «хребте» фюзеляжа рассчитали место под установку двух стрелковых башен с 25-мм пушками, а по обе стороны фюзеляжа сделали вырезы под спаренные 7,5-мм пулемёты Darne. Пятый такой же пулемёт устанавливался в задней части фюзеляжа. Максимальная бомбовая нагрузка не превышала 800 кг (четыре 200-кг бомбы подвешивались под крылом на специальных держателях).
Окончательную сборку самолёта осуществляли в Виллакублэ.
Экипаж должен был состоять из 6-10 человек.

## Эксплуатация
Br.730-01 впервые поднялся в воздух 4 марта 1938 года, совершив взлёт с реки Сена, а 16 июля Br.730-01 перегнали в Шербур для всесторонних испытаний. 16 июля 1938 года первый опытный образец Br.730-01 потерпел катастрофу, полностью разрушившись при ударе о воду. Погибли два человека из экипажа самолёта, остальные получили ранения различной тяжести.
Несмотря на эту неудачу, ВМС Франции был размещён заказ на четыре экземпляра Br.730. За ним последовал контракт на неограниченное производство. Этот заказ был отменён в начале 1940 года, когда стало очевидно, что потери такого типа гидросамолёта были очень маленькими. В конце 1939 года, подписали соглашение о строительстве четырёх серийных летающих лодок на предприятии фирмы в Монтодране. В это время на заводе компании «Latecoere», в то время связанного с «Breguet», как раз приступили к изготовлению фюзеляжа первой серийной машины. Лодка отличалась от опытного образца только небольшими деталями. К моменту капитуляции Франции 25 июня 1940 г., когда производство остановилось, четыре фюзеляжа были практически готовы. В апреле 1941 года власти незанятой зоны потребовали и получили от Комиссии по перемирию разрешение на восстановление некоторых производств авиационных материалов, чтобы Виши мог позволить себе защищать «Французскую империю». Самолёт закончили только в 1942 году, лодку первой серийной машины и сохранившееся крыло опытного образца перевезли на флотскую авиабазу Берр, где их соединили в одно целое, получив в результате Br.730 № 1. Оснащённая четырьмя более мощными двигателями GR 14 N44/45 по 1120 л. с., летающая лодка была готова к полётам, когда немецкие войска заняли территорию, ранее подчинявшуюся правительству Виши. Испытания не состоялись.
Производство оставшихся экземпляров продолжалось медленно. Одиннадцать лодок находились на разных стадиях сборки, когда 6 апреля 1944 г. налёт авиации союзников нанёс предприятию большой ущерб. Уцелели только три лодки. В последние дни августа отступающие немецкие войска разрушили авиабазу в Берре, но Br.730 № 1 получил лишь незначительные повреждения. В декабре 1944 на Беррском озере начались его лётные испытания. Впоследствии этот самолёт, получивший собственное имя «Vega», в феврале 1945 года передали в транспортную морскую эскадрилью 9FTr.
Один из трёх фюзеляжей, переживших бомбежку, перевезли в Бискароссу для доделки в Br.730 № 2. Этот самолёт получил имя «Sirius» и совершил первый полёт в 4 июня 1946 г.
На двух оставшихся лодках переделали носовую часть, подкрыльные поплавки и поставили моторы GR 14R200/ 201 по 1350 л. с. Эту модификацию обозначили Br.731. Обе машины этого типа поступили в эскадрилью 33S под названиями «Bellatrix» (Br.731 No.1) и «Altaïr» (Br.731 No.2).

## Модификации
- Br.730-01, а затем № 1 «Vega» 4/8/38. Разрушен 7/01/1949 во время аварии в Аржув (Алжир), 2 погибщих.
- Br.730 № 2 «Sirius» 14/6/46. Разрушен 27 июня 1951 года в Порт-Ляутей (Марокко), 7 погибших и 20 раненых.
- Br.731 № 1 «Bellatrix» 21/9/47. Утилизирован в 1954 году.
- Br.731 № 2 «Altaïr» 22/3/49. Утилизирован в 1954 году.

## Тактико-технические данные Breguet Br.730
- Длина — 24,35 м
- Размах крыла — 40,35 м
- Площадь крыла — 173,00 м.кв.
- Высота — 8,60 м
- Вес пустого — 16100 кг
- Вес взлётный — 28500 кг

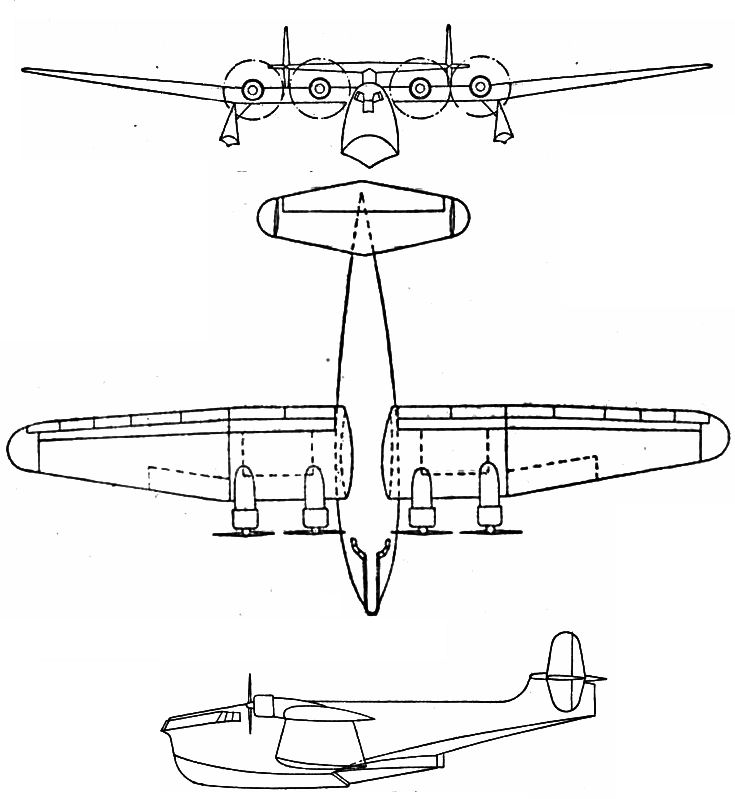
Bregeut Br.730

- Скорость максимальная — 330 км/ч на 1500 м
- Скорость крейсерская — 230 км/ч
- Скороподъёмность (время набора высоты) — 340 м/мин
- Дальность — 2500 км
- Потолок — 5800 метров
- Экипаж — 6 человек
- Двигатель — четыре радиальных Gnome et Rhône 14 N-44/45 мощность 1150 л. с. каждый
- Винт — Ratier.
- Вооружение — отсутствовало